# Mozolivka, Nadvirna
Mozolivka (în ucraineană Мозолівка) este un sat în comuna Pniv din raionul Nadvirna, regiunea Ivano-Frankivsk, Ucraina.

## Demografie
Componența lingvistică a localității Mozolivka
     Ucraineană (99,79%)
     Alte limbi (0,2%)
Conform recensământului din 2001, majoritatea populației localității Mozolivka era vorbitoare de ucraineană (99,79%), existând în minoritate și vorbitori de alte limbi.